# 川真田徳三郎

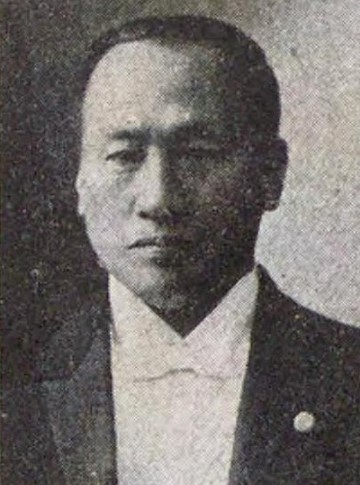
川真田徳三郎

川真田 徳三郎（かわまた とくさぶろう、1860年3月5日（安政7年2月13日） - 1918年（大正7年）11月22日）は、日本の政治家、実業家。衆議院議員。
阿波国麻植郡（ごおり）鴨島字上下島（現在の徳島県吉野川市鴨島町上下島）出身。初名は国三郎。

## 経歴
麻植郡会議員、徳島県会議員、所得税調査委員、徴兵参事員などを務める。阿波商業会議所会頭などを経て、1890年の第1回衆議院議員総選挙に出馬し当選。以降、第2回、第7回から第13回総選挙で立憲政友会より9回当選を果たす。
また阿波国共同汽船専務、阿波藍社長、徳島鉄道社長、阿波藍同業組合組長などを歴任。